# Lebenstrieb
Der Lebenstrieb oder Eros ist in der Psychoanalyse Sigmund Freuds neben dem Todestrieb einer der beiden Primärtriebe, die das Verhalten des Menschen bestimmen.
Die psychische Energie des Eros wird als Libido bezeichnet.
Der Lebenstrieb steht für die Selbst- und Arterhaltung, für das Überleben und die Fortpflanzung des Individuums. Dieser Trieb ist teilweise identisch mit Ludwig Feuerbachs Glückseligkeitstrieb, weicht jedoch insofern von ihm ab, als bei Feuerbach z. B. der Suizid mit dem Glückseligkeitstrieb erklärt wurde, bei Freud jedoch mit dem Todestrieb.
Der Erosbegriff schließt alles mit ein, was auf Lustgewinn (z. B. körperlichen Kontakt, Essen, Bewegung, Freude) abzielt und ist somit ein Überbegriff des philosophischen Eros.
In den modernen Wissenschaften werden diese Lebenstriebe prinzipiell unter dem Begriff Bedürfnis zusammengefasst, mit dem Unterschied, dass beim Bedürfnisbegriff der Schwerpunkt auf den Wunsch gelegt wird – im Gegensatz zum die Wünsche befriedigenden Trieb. Somit entsteht nach diesem Begriffsverständnis der Lustgewinn jeweils bei der Befriedigung eines Bedürfnisses.